# 2021
Het jaar 2021 was een gewoon jaar dat op een vrijdag begon. Pasen viel dit jaar op 4 april, Hemelvaartsdag viel op 13 mei en Pinksteren viel op 23 mei. Net als 2020 stond het jaar vooral in het teken van de coronapandemie. Sportevenementen die door de coronapandemie in 2020 werden afgelast zoals de Olympische Zomerspelen 2020 en het Europees kampioenschap voetbal 2020, gingen door in 2021. 

## Gebeurtenissen
- Het Europees kampioenschap voetbal 2020 vindt dit jaar alsnog plaats, nadat het in 2020 werd uitgesteld als gevolg van de coronapandemie.

### Januari
- 6 - In Washington wordt het Capitool, waar de Amerikaanse Senaat bijeen was om de stemmen van de Amerikaanse presidentsverkiezingen te bekrachtigen, bestormd door aanhangers van president Trump. In de zaal vallen schoten en er valt een dode. In totaal vallen er 5 doden en worden 82 mensen aangehouden. Aankomend president Joe Biden noemt het een van de zwartste dagen uit de Amerikaanse geschiedenis.[1] (Lees verder)
- 15 - Het kabinet-Rutte III besluit collectief zijn ontslag aan te bieden, als gevolg van de rapporten over de kinderopvangtoeslagenaffaire.
- 20 - Joe Biden wordt als 46e president van de Verenigde Staten geïnaugureerd.

### Februari
- 1 - De militaire junta in Myanmar heeft de macht overgenomen. Regeringsleider Aung San Suu Kyi en een aantal van haar kabinetsleden werden opgepakt.
- 18 - De Marsrover Perseverance die gelanceerd werd op 30 juli 2020 is geland in de Jezero-krater op Mars.

### Maart
- 15 t/m 17 - Er worden reguliere Nederlandse verkiezingen voor de Tweede Kamer der Staten-Generaal gehouden.
- 20 - Turkije zegt de Istanbul-Conventie tegen huiselijk geweld op.
- 23 - Het containerschip Ever Given komt vast te zitten in het Suezkanaal, waardoor de doorvoer van goederen door het kanaal volledig stil komt te liggen. Dit heeft grote economische gevolgen voor de internationale handel.

### April
- 9 - De Britse prins-gemaal, echtgenoot van koningin Elizabeth II, Prins Philip overlijdt op 99-jarige leeftijd.
- 28 - In het tijdschrift PLOS ONE wordt voor het eerst de kikkersoort Brachycephalus rotenbergae beschreven.
- april - In Nederland staan 270 waterstofauto's op kenteken.

### Mei
- 8 - Bij een bomaanslag in de buurt van een meisjesschool in de Afghaanse hoofdstad Kabul vallen meer dan 60 doden, vooral tienermeisjes.[2][3]
- 22 - Voor Italië wint Måneskin met hun nummer Zitti e Buoni het Eurovisiesongfestival in Rotterdam. Tweede plaats gaat naar Frankrijk.
- 23 - Ryanair-vlucht 4978, op weg van Griekenland naar Litouwen, wordt door de Wit-Russische autoriteiten met een list (een bommelding) gedwongen te landen op de Nationale Luchthaven Minsk. Daar wordt de oppositionele journalist en actievoerder Roman Protasevitsj, van boord gehaald en gearresteerd.
- 25 - Costa Rica wordt lid van de OESO.

### Juni
- 10 - Er is in Noord-Amerika, Europa en de noordelijke helft van Azië een ringvormige zonsverduistering te zien.[4]
- 12 - De Surinaamse Luchtvaart Maatschappij raakt haar laatste vliegtuig kwijt door achterstand in de leasebetalingen.

### Juli
- 1 - Nederlandse winkels mogen niet meer stunten met bier en wijn. De korting op die dranken mag niet hoger zijn dan 25 procent.
- 6 - Misdaadverslaggever Peter R. de Vries wordt in de Lange Leidsedwarsstraat in Amsterdam neergeschoten. Hij overlijdt negen dagen later aan zijn verwondingen.
- 14 t/m 18 - Door extreme regenval overstromen meerdere dorpen en gebieden in België, Duitsland en Nederland. Op grote schaal vinden overstromingen plaats waarbij meer dan 200 doden vallen. Zie het hoofdartikel: overstromingen in Europa in juli 2021.
- 21 - In Nederland wordt statiegeld ingevoerd op de verkoop van kleine plastic flesjes, om het zwerfafval te verminderen.
- 23 - De Olympische Zomerspelen 2020 worden in Tokio geopend door de keizer van Japan. Ze zijn als gevolg van de coronapandemie in 2020 verplaatst naar de zomer van 2021.

### Augustus
- 1 - Laatste koersen op de drafbaan van het Stadspark (Groningen).
- 11 - In Floridia, Sicilië wordt om 14:00 uur een temperatuur van 48,8 °C gemeten: de hoogste in Europa ooit. Het vorige Europese hitterecord was 48,0 °C en werd gemeten in zowel Elefsina als Athene, Griekenland op 10 juli 1977.
- 30 - Op enkele doorgangswegen na wordt heel Parijs een 30 km/h-zone.

### September
- 5 - Formule 1 wordt na 36 jaar weer in Zandvoort gehouden.
- 8 - Het kolossale standbeeld van Robert E. Lee wordt weggehaald van Monument Avenue in Richmond (Virginia).
- 15 - Aankondiging van een militair pact met de naam AUKUS tussen Australië, de VS en het VK.
- 19 - Op het Canarische eiland La Palma barst een vulkaan in de bergketen Cumbre Vieja uit en blijft lava spuwen tot 13 december.
- 25 - De Nederlandse staatssecretaris voor het midden- en kleinbedrijf Mona Keijzer zegt in De Telegraaf, dat ze de invoering van een Coronapas niet meer logisch kan uitleggen. Als ze vervolgens weigert af te treden, draagt premier Rutte haar voor ontslag voor bij de koning.

### Oktober
- 6 - De Wereldgezondheidsorganisatie (WHO) keurt het eerste vaccin goed tegen malaria. Het gaat om het vaccin RTS,S/AS01, Mosquirix genoemd, ontwikkeld in het laboratorium te Waver (België) van het Britse farmabedrijf GSK.
- 20 - Het NOS Jeugdjournaal krijgt een eigen munt, omdat het 40 jaar bestaat.

### November
- 1 - Rusland sluit zijn missie bij de NAVO in Brussel en trekt de accreditatie in van de NAVO-diplomaten in Moskou.
- 2 - De voormalige Chinese toptennisser Peng Shuai maakt op het social media platform Weibo – de Chinese variant van Twitter – bekend dat ze in 2018 door de toenmalige Chinese vicepremier Zhang Gaoli is aangerand. Het bericht wordt vrijwel direct van Weibo verwijderd, en Peng verdwijnt voor enige tijd uit de openbaarheid.
- 19 - Anderhalf uur lang is Kamala Harris waarnemend president van de Verenigde Staten, terwijl president Biden onder narcose een darmonderzoek ondergaat.
- - De koers van de bitcoin bereikt een recordhoogte: 69.000 dollar voor 1 bitcoin.

### December
- 4 - Er is op Antarctica en Grote Oceaan een totale zonsverduistering te zien.
- 8 - Olaf Scholz wordt door de Bondsdag verkozen tot Bondskanselier van Duitsland en opvolger van Angela Merkel.
- 12 - Max Verstappen wordt de eerste Nederlandse wereldkampioen in de Formule 1.
- 28 - Een van de laatste Russische mensenrechtenorganisaties, Memorial, wordt door het Hooggerechtshof verboden.

## Kunst

## Geboren
- 4 juni - Lilibet Mountbatten-Windsor, dochter van de Engelse prins Harry, hertog van Sussex, en Meghan Markle, en 8e in de lijn van Britse troonopvolging.

## Weerextremen Nederland
- 23 januari 2019 t/m 15 januari 2021: langste reeks van dagen zonder sneeuwdek ooit: 724 dagen.[5]
- De laagste temperatuur van de winter, −16,2 °C werd op 9 februari in Hupsel gemeten. Op 15 februari viel de dooi in door een draaiende wind. De temperatuur liep snel op en de hoogste temperatuur van de winter, 19,8 °C, werd op 24 februari in Arcen gemeten. In korte tijd een temperatuurverschil van 36 graden.[6]
- 21 februari: hoogst gemeten temperatuur ooit op deze dag: 16,7 °C.
- 22 februari: hoogst gemeten temperatuur ooit op deze dag: 16,2 °C.
- 23 februari: hoogst gemeten temperatuur ooit op deze dag: 17,8 °C. Nog nooit eerder werd een dergelijke temperatuur zo vroeg in het jaar bereikt.[7]
- 24 februari: hoogst gemeten temperatuur ooit op deze dag: 18,7 °C. Nog nooit eerder werd een dergelijke temperatuur zo vroeg in het jaar bereikt.[8]
- 18 t/m 24 februari: Met een gemiddelde maximumtemperatuur van 15,3 °C is dit de vroegste lenteweek ooit (gemiddelde maximumtemperatuur 15,0 °C of meer).[9]
- 20 t/m 25 februari: recordlange reeks van zes zachte dagen in de meteorologische winter.[10] Ook werd nog nooit zo vroeg in het jaar zo vaak meer dan 15 °C gemeten.[11]
- 31 maart: hoogst gemeten temperatuur ooit in maart: 26,1 °C in Arcen.
- April 2021 was met gemiddeld 6,7 °C tegenover 9,9 °C normaal de koudste april van de 21e eeuw en de koudste april sinds 1986.
- 7 april: In het oosten en zuiden van Nederland valt een ongekende hoeveelheid sneeuw voor de tijd van het jaar. Op de Vaalserberg wordt een sneeuwdek van bijna 20 cm gevormd, een recordhoeveelheid voor de maand april.
- 17 juni: hoogst gemeten temperatuur ooit op deze dag: 34,0 °C in Eelde.
- 18 juni: Noodweer zorgt in het oosten van het land voor veel wateroverlast en schade. In Leersum veroorzaakt een zware valwind schade aan tientallen woningen en worden bomen ontwricht. Ook waaiden vier elektriciteitsmasten om, en begaf in Tiel een hijskraan het door de zware windstoten.
- 19 juni: zware onweersbuien met zware regenval zorgen voor wateroverlast in het noorden. In Wijk aan Zee valt 116 mm in een uur tijd. Bijna twee keer de normale maandhoeveelheid van juni.
- Juni was met gemiddeld 18,2 °C tegen 16,2 °C normaal de warmste junimaand sinds het begin van de metingen in 1901.[12]
- 30 december: hoogst gemeten temperatuur ooit op deze dag: 13,5 °C.
- 31 december: hoogst gemeten temperatuur ooit op deze dag: 14,4 °C.